# 松本祐明
松本 祐明（まつもと ひろあき、1967年6月23日 - ）は、元テレビ長崎アナウンサー。熊本県熊本市出身。福岡大学卒業後1991年にKTN入社。入社以降、主に、ニュース番組を中心に担当してきた。2014年4月に制作部に移動し、報道制作局次長を経て、2016年7月1日から報道制作局長。

## 過去の担当番組
- できたてGopan　キャスター　2003年4月から2005年7月1日まで
- KTNスーパーニュース　キャスター　2005年7月4日から2006年9月29日まで
- ヨジマル!（月-水曜日キャスター）
- KTNニュース（報道部時代はアナウンサー兼記者の持ち回り）

### アナウンサー以外の活動
- FNSドキュメンタリー大賞『お母さんの声が聞こえる～人工内耳の子どもたち～』ディレクター(2000年)
- ニュースデスク（報道部時代）

## 関連する人物
- 大村咲子

契約アナウンサー。松本の大学・アナウンサーとしての後輩である。2014年に制作部（当時Gopan班）から報道部に移動。